# Emily Fox (calciatrice)
Emily Ann Fox, anche nota con il soprannome Foxy (Ashburn, 5 luglio 1998), è una calciatrice statunitense, attaccante dell'Arsenal e della nazionale statunitense.

## Biografia
Nata e cresciuta ad Ashburn, nello stato americano del Virginia, ha due fratelli.
Durante l'infanzia, ha praticato anche la corsa e la ginnastica, prima di passare definitivamente al calcio durante le scuole medie. Ha poi frequentato la Stone Bridge High School, la scuola superiore della sua città natale. Nel 2016, si è laureata all'Università della Carolina del Nord a Chapel Hill.

## Caratteristiche tecniche
Di ruolo difensore, è dotata di notevole prestanza fisica e velocità. Di norma, viene schierata come terzino sinistro, ma grazie alla sua versatilità, è in grado di giocare anche sull'altra fascia, o da centrale, nonché a centrocampo.

## Carriera

### Club

#### Gli inizi in Carolina del Nord
Nel gennaio del 2017, Fox si iscrive all'Università della Carolina del Nord a Chapel Hill, entrando a far parte della squadra di calcio dell'istituto, le North Carolina Tar Heels. Nella sua prima stagione, disputa tutte le prime tredici partite, per poi subire la rottura del legamento crociato anteriore, infortunio che la costringe a rinunciare al resto dell'annata; viene comunque nominata nella terza miglior squadra dell'ACC, nonché nella formazione delle migliori matricole.
Nell'annata seguente, in cui le Tar Heels raggiungono la finale del campionato nazionale (poi persa contro le FSU Seminoles), viene inclusa nella prima miglior squadra dell'ACC, nonché nella formazione tipo dell'intera NCAA Division I. Nella stagione 2019, viene inclusa di nuovo nella formazione tipo della NCAA, mentre l'anno successivo viene ancora nominata nella prima miglior squadra dell'ACC.

#### Racing Louisville
Il 13 gennaio 2021, durante il draft della National Women's Soccer League per la stagione 2021, Fox viene selezionata dal Racing Louisville, nuovo team di espansione della lega americana, con la prima scelta assoluta. Debutta fra le professioniste il 15 maggio seguente, nell'incontro di campionato con le Kansas City Current, conclusosi a reti inviolate. Nella sua prima annata con il club, totalizza 23 presenze, venendo anche nominata fra le candidate al premio Rookie of the Year.
Il 30 aprile 2022 realizza la sua prima rete da professionista nella partita di campionato in casa delle Chicago Red Stars, poi perso per 2-1.

#### North Carolina Courage
Il 23 gennaio 2023, Fox viene ingaggiata a titolo definitivo dal N. Carolina Courage, sempre nella NWSL, come parte di un'operazione che vede Abby Ercege Carson Pickett trasferirsi al Racing Louisville. Durante la stagione 2023 colleziona 19 presenze in campionato, venendo nominata nella seconda miglior squadra del torneo.

#### Arsenal
L'11 gennaio 2024 Fox viene ufficialmente ingaggiata a titolo definitivo dall'Arsenal, nella massima serie inglese. Debutta con le Gunners tre giorni dopo, nella vittoria per 5-1 in Women's FA Cup contro il Watford. Lungo la stagione 2023-2024, contribuisce alla vittoria della Coppa di Lega.

### Nazionale

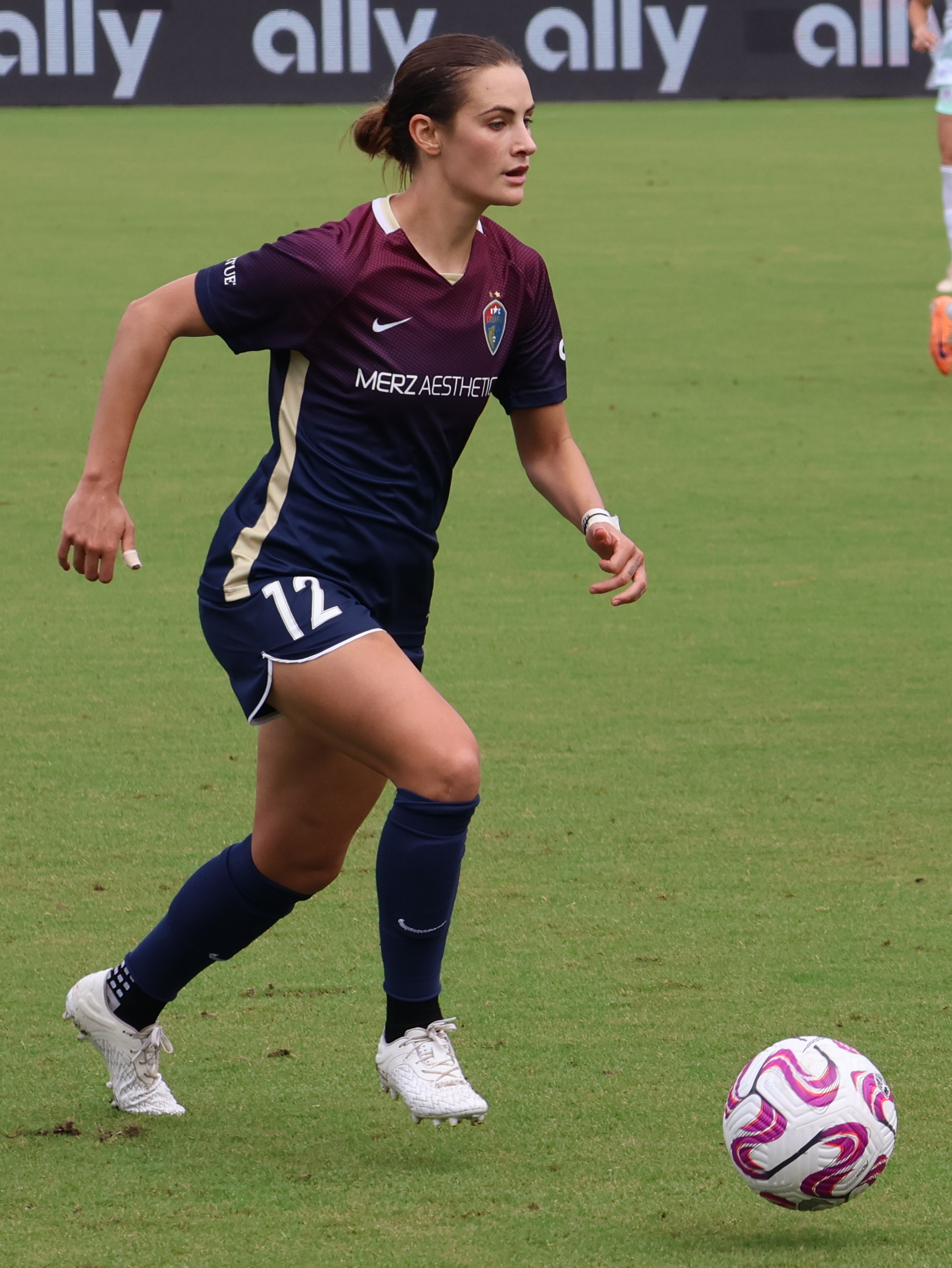
Fox nella finale della NWSL Challenge Cup 2023, con gli.

#### Nazionali giovanili
Nel novembre del 2015 Fox viene convocata inclusa nella rosa degli Stati Uniti U-20 partecipante al campionato nordamericano di categoria, poi vinto proprio dalla formazione americana. L'anno seguente, viene convocata per i Mondiali under 20, in cui gli Stati Uniti hanno concluso al quarto posto.
Nel luglio del 2018 viene convocata per il suo secondo Mondiale under 20, in cui gli Stati Uniti sono stati eliminati nella fase a gironi.

#### Nazionale maggiore
Nell'ottobre del 2018 Fox viene convocata per la prima volta con la nazionale maggiore statunitense, in vista di due amichevoli contro Portogallo e Scozia; quindi, esordisce l'8 novembre seguente, disputando da titolare la prima delle due partite, vinta per 1-0.
Nel febbraio del 2019 viene convocata per la SheBelieves Cup, in sostituzione dell'infortunata Danielle Colaprico. In seguito, contribuisce alla vittoria di tre edizioni consecutive della competizione, nel 2022, nel 2023 e nel 2024.
Nel giugno del 2022 viene inclusa dal ct Vlatko Andonovski fra le convocate per il CONCACAF Women's Championship in Messico, poi vinto proprio dagli Stati Uniti.
Nel giugno del 2023 viene inclusa nella rosa delle convocate per i Mondiali di calcio in Australia e Nuova Zelanda, in cui le Stars and Stripes vengono eliminate agli ottavi di finale, dopo aver perso ai rigori contro la Svezia.
Nel febbraio del 2024 viene inclusa dalla CT ad interim Twila Kilgore nella rosa partecipante alla CONCACAF Women's Gold Cup organizzata in casa, e infine vinta dagli stessi Stati Uniti. Nel giugno dello stesso anno viene convocata da Emma Hayes per il torneo femminile di calcio ai Giochi olimpici di Parigi.

## Statistiche
Statistiche aggiornate al 24 maggio 2025.

### Presenze e reti nei club
| Stagione                 | Squadra                  | Campionato               | Campionato | Campionato | Coppe nazionali | Coppe nazionali | Coppe nazionali | Coppe continentali | Coppe continentali | Coppe continentali | Altre coppe | Altre coppe | Altre coppe | Totale | Totale |
| Stagione                 | Squadra                  | Comp                     | Pres       | Reti       | Comp            | Pres            | Reti            | Comp               | Pres               | Reti               | Comp        | Pres        | Reti        | Pres   | Reti   |
| ------------------------ | ------------------------ | ------------------------ | ---------- | ---------- | --------------- | --------------- | --------------- | ------------------ | ------------------ | ------------------ | ----------- | ----------- | ----------- | ------ | ------ |
| 2021                     | Racing Louisville        | NWSL                     | 23         | 0          | NCC             | 4               | 0               | -                  | -                  | -                  | -           | -           | -           | 27     | 0      |
| 2022                     | Racing Louisville        | NWSL                     | 17         | 1          | NCC             | 6               | 0               | -                  | -                  | -                  | -           | -           | -           | 23     | 1      |
| Totale Racing Louisville | Totale Racing Louisville | Totale Racing Louisville | 40         | 1          | -               | 10              | 0               | -                  | -                  | -                  | -           | -           | -           | 50     | 1      |
| 2023                     | N. Carolina Courage      | NWSL                     | 18+1       | 0+0        | NCC             | 4               | 0               | -                  | -                  | -                  | -           | -           | -           | 23     | 0      |
| 2023-2024                | Arsenal                  | WSL                      | 10         | 0          | FAWLC           | 2               | 0               | UWCL               | 0                  | 0                  | FAWC        | 1           | 0           | 13     | 0      |
| 2024-2025                | Arsenal                  | WSL                      | 21         | 1          | FAWLC           | 2               | 0               | UWCL               | 14                 | 1                  | FAWC        | 3           | 0           | 15     | 1      |
| Totale Arsenal           | Totale Arsenal           | Totale Arsenal           | 31         | 1          | -               | 4               | 0               | -                  | 14                 | 1                  | -           | 5           | 0           | 54     | 2      |
| Totale carriera          | Totale carriera          | Totale carriera          | 90         | 2          | -               | 18              | 0               | -                  | 14                 | 1                  | -           | 5           | 0           | 127    | 3      |

### Cronologia presenze e reti in nazionale
| Cronologia completa delle presenze e delle reti in nazionale ― Stati Uniti | Cronologia completa delle presenze e delle reti in nazionale ― Stati Uniti | Cronologia completa delle presenze e delle reti in nazionale ― Stati Uniti | Cronologia completa delle presenze e delle reti in nazionale ― Stati Uniti | Cronologia completa delle presenze e delle reti in nazionale ― Stati Uniti | Cronologia completa delle presenze e delle reti in nazionale ― Stati Uniti | Cronologia completa delle presenze e delle reti in nazionale ― Stati Uniti | Cronologia completa delle presenze e delle reti in nazionale ― Stati Uniti |
| Data                                                                       | Città                                                                      | In casa                                                                    | Risultato                                                                  | Ospiti                                                                     | Competizione                                                               | Reti                                                                       | Note                                                                       |
| -------------------------------------------------------------------------- | -------------------------------------------------------------------------- | -------------------------------------------------------------------------- | -------------------------------------------------------------------------- | -------------------------------------------------------------------------- | -------------------------------------------------------------------------- | -------------------------------------------------------------------------- | -------------------------------------------------------------------------- |
| 8-11-2018                                                                  | Estoril                                                                    | Portogallo                                                                 | 0 – 1                                                                      | Stati Uniti                                                                | Amichevole                                                                 | -                                                                          | 63’                                                                        |
| 13-11-2018                                                                 | Paisley                                                                    | Scozia                                                                     | 0 – 1                                                                      | Stati Uniti                                                                | Amichevole                                                                 | -                                                                          | 76’                                                                        |
| 19-1-2019                                                                  | Le Havre                                                                   | Francia                                                                    | 3 – 1                                                                      | Stati Uniti                                                                | Amichevole                                                                 | -                                                                          | 53’                                                                        |
| 23-1-2021                                                                  | Orlando                                                                    | Stati Uniti                                                                | 6 – 0                                                                      | Colombia                                                                   | Amichevole                                                                 | -                                                                          | 79’                                                                        |
| 22-10-2021                                                                 | Kansas City                                                                | Stati Uniti                                                                | 0 – 0                                                                      | Corea del Sud                                                              | Amichevole                                                                 | -                                                                          | 68’                                                                        |
| 27-10-2021                                                                 | Saint Paul                                                                 | Stati Uniti                                                                | 6 – 0                                                                      | Corea del Sud                                                              | Amichevole                                                                 | -                                                                          |                                                                            |
| 27-11-2021                                                                 | Sydney                                                                     | Australia                                                                  | 0 – 3                                                                      | Stati Uniti                                                                | Amichevole                                                                 | -                                                                          | 46’                                                                        |
| 30-11-2021                                                                 | Newcastle                                                                  | Australia                                                                  | 1 – 1                                                                      | Stati Uniti                                                                | Amichevole                                                                 | -                                                                          | 77’                                                                        |
| 18-2-2022                                                                  | Carson                                                                     | Stati Uniti                                                                | 0 – 0                                                                      | Rep. Ceca                                                                  | SheBelieves Cup 2022                                                       | -                                                                          | 46’                                                                        |
| 20-2-2022                                                                  | Carson                                                                     | Stati Uniti                                                                | 5 – 0                                                                      | Nuova Zelanda                                                              | SheBelieves Cup 2022                                                       | -                                                                          |                                                                            |
| 24-2-2022                                                                  | Frisco                                                                     | Stati Uniti                                                                | 5 – 0                                                                      | Islanda                                                                    | SheBelieves Cup 2022                                                       | -                                                                          |                                                                            |
| 9-4-2022                                                                   | Columbus                                                                   | Stati Uniti                                                                | 9 – 1                                                                      | Uzbekistan                                                                 | Amichevole                                                                 | -                                                                          | 68’                                                                        |
| 13-4-2022                                                                  | Chester                                                                    | Stati Uniti                                                                | 9 – 0                                                                      | Uzbekistan                                                                 | Amichevole                                                                 | -                                                                          | 60’                                                                        |
| 26-6-2022                                                                  | Commerce City                                                              | Stati Uniti                                                                | 3 – 0                                                                      | Colombia                                                                   | Amichevole                                                                 | -                                                                          |                                                                            |
| 5-7-2022                                                                   | San Nicolás de los Garza                                                   | Stati Uniti                                                                | 3 – 0                                                                      | Haiti                                                                      | Qual. Mondiali 2023                                                        | -                                                                          | 40’                                                                        |
| 8-7-2022                                                                   | Guadalupe                                                                  | Giamaica                                                                   | 0 – 5                                                                      | Stati Uniti                                                                | Qual. Mondiali 2023                                                        | -                                                                          | 46’                                                                        |
| 19-7-2022                                                                  | Guadalupe                                                                  | Stati Uniti                                                                | 1 – 0                                                                      | Canada                                                                     | Qual. Mondiali 2023                                                        | -                                                                          |                                                                            |
| 3-9-2022                                                                   | Kansas City                                                                | Stati Uniti                                                                | 4 – 0                                                                      | Nigeria                                                                    | Amichevole                                                                 | -                                                                          | 70’                                                                        |
| 7-9-2022                                                                   | Washington                                                                 | Stati Uniti                                                                | 2 – 1                                                                      | Nigeria                                                                    | Amichevole                                                                 | -                                                                          | 80’                                                                        |
| 7-10-2022                                                                  | Londra                                                                     | Inghilterra                                                                | 2 – 1                                                                      | Stati Uniti                                                                | Amichevole                                                                 | -                                                                          | 22’                                                                        |
| 11-11-2022                                                                 | Fort Lauderdale                                                            | Stati Uniti                                                                | 1 – 2                                                                      | Germania                                                                   | Amichevole                                                                 | -                                                                          | 63’                                                                        |
| 13-11-2022                                                                 | Harrison                                                                   | Stati Uniti                                                                | 2 – 1                                                                      | Germania                                                                   | Amichevole                                                                 | -                                                                          |                                                                            |
| 18-1-2023                                                                  | Wellington                                                                 | Nuova Zelanda                                                              | 0 – 4                                                                      | Stati Uniti                                                                | Amichevole                                                                 | -                                                                          |                                                                            |
| 21-1-2023                                                                  | Auckland                                                                   | Nuova Zelanda                                                              | 0 – 5                                                                      | Stati Uniti                                                                | Amichevole                                                                 | -                                                                          | 46’                                                                        |
| 17-2-2023                                                                  | Orlando                                                                    | Stati Uniti                                                                | 2 – 0                                                                      | Canada                                                                     | SheBelieves Cup 2023                                                       | -                                                                          |                                                                            |
| 19-2-2023                                                                  | Nashville                                                                  | Stati Uniti                                                                | 1 – 0                                                                      | Giappone                                                                   | SheBelieves Cup 2023                                                       | -                                                                          |                                                                            |
| 23-2-2023                                                                  | Frisco                                                                     | Stati Uniti                                                                | 2 – 1                                                                      | Brasile                                                                    | SheBelieves Cup 2023                                                       | -                                                                          |                                                                            |
| 8-4-2023                                                                   | Austin                                                                     | Stati Uniti                                                                | 2 – 0                                                                      | Irlanda                                                                    | Amichevole                                                                 | 1                                                                          |                                                                            |
| 9-7-2023                                                                   | San Jose                                                                   | Stati Uniti                                                                | 2 – 0                                                                      | Galles                                                                     | Amichevole                                                                 | -                                                                          | 64’                                                                        |
| 22-7-2023                                                                  | Auckland                                                                   | Stati Uniti                                                                | 3 – 0                                                                      | Vietnam                                                                    | Mondiali 2023                                                              | -                                                                          | 84’                                                                        |
| 27-7-2023                                                                  | Wellington                                                                 | Stati Uniti                                                                | 1 – 1                                                                      | Paesi Bassi                                                                | Mondiali 2023                                                              | -                                                                          |                                                                            |
| 1-8-2023                                                                   | Auckland                                                                   | Portogallo                                                                 | 0 – 0                                                                      | Stati Uniti                                                                | Mondiali 2023                                                              | -                                                                          |                                                                            |
| 6-8-2023                                                                   | Melbourne                                                                  | Svezia                                                                     | 0 – 0 dts (5-4 dtr)                                                        | Stati Uniti                                                                | Mondiali 2023                                                              | -                                                                          | 120’                                                                       |
| 22-9-2023                                                                  | Cincinnati                                                                 | Stati Uniti                                                                | 3 – 0                                                                      | Sudafrica                                                                  | Amichevole                                                                 | -                                                                          | 77’                                                                        |
| 24-9-2023                                                                  | Chicago                                                                    | Stati Uniti                                                                | 2 – 0                                                                      | Sudafrica                                                                  | Amichevole                                                                 | -                                                                          | 65’                                                                        |
| 27-10-2023                                                                 | Sandy                                                                      | Stati Uniti                                                                | 0 – 0                                                                      | Colombia                                                                   | Amichevole                                                                 | -                                                                          |                                                                            |
| 29-10-2023                                                                 | San Diego                                                                  | Stati Uniti                                                                | 3 – 0                                                                      | Colombia                                                                   | Amichevole                                                                 | -                                                                          |                                                                            |
| 2-12-2023                                                                  | Fort Lauderdale                                                            | Stati Uniti                                                                | 3 – 0                                                                      | Cina                                                                       | Amichevole                                                                 | -                                                                          | 62’                                                                        |
| 6-12-2023                                                                  | Frisco                                                                     | Stati Uniti                                                                | 2 – 1                                                                      | Cina                                                                       | Amichevole                                                                 | -                                                                          | 46’                                                                        |
| 21-2-2024                                                                  | Carson                                                                     | Stati Uniti                                                                | 5 – 0                                                                      | Rep. Dominicana                                                            | Gold Cup 2024                                                              | -                                                                          | 46’                                                                        |
| 24-2-2024                                                                  | Carson                                                                     | Argentina                                                                  | 0 – 4                                                                      | Stati Uniti                                                                | Gold Cup 2024                                                              | -                                                                          | 61’                                                                        |
| 27-2-2024                                                                  | Carson                                                                     | Stati Uniti                                                                | 0 – 2                                                                      | Messico                                                                    | Gold Cup 2024                                                              | -                                                                          | 71’                                                                        |
| 4-3-2024                                                                   | Los Angeles                                                                | Stati Uniti                                                                | 3 – 0                                                                      | Colombia                                                                   | Gold Cup 2024                                                              | -                                                                          |                                                                            |
| 7-3-2024                                                                   | San Diego                                                                  | Canada                                                                     | 2 – 2 dts (1-3 dtr)                                                        | Stati Uniti                                                                | Gold Cup 2024                                                              | -                                                                          |                                                                            |
| 11-3-2024                                                                  | San Diego                                                                  | Stati Uniti                                                                | 1 – 0                                                                      | Brasile                                                                    | Gold Cup 2024                                                              | -                                                                          |                                                                            |
| 6-4-2024                                                                   | Atlanta                                                                    | Stati Uniti                                                                | 2 – 1                                                                      | Giappone                                                                   | SheBelieves Cup 2024                                                       | -                                                                          | 63’                                                                        |
| 10-4-2024                                                                  | Columbus                                                                   | Stati Uniti                                                                | 2 – 2 (5-4 dtr)                                                            | Canada                                                                     | SheBelieves Cup 2024                                                       | -                                                                          |                                                                            |
| 1-6-2024                                                                   | Commerce City                                                              | Stati Uniti                                                                | 4 – 0                                                                      | Corea del Sud                                                              | Amichevole                                                                 | -                                                                          | 46’                                                                        |
| 5-6-2024                                                                   | Saint Paul                                                                 | Stati Uniti                                                                | 3 – 0                                                                      | Corea del Sud                                                              | Amichevole                                                                 | -                                                                          | 72’                                                                        |
| 13-7-2024                                                                  | Harrison                                                                   | Stati Uniti                                                                | 1 – 0                                                                      | Messico                                                                    | Amichevole                                                                 | -                                                                          | 65’                                                                        |
| 17-7-2024                                                                  | Washington                                                                 | Stati Uniti                                                                | 0 – 0                                                                      | Costa Rica                                                                 | Amichevole                                                                 | -                                                                          | 67’                                                                        |
| 25-7-2024                                                                  | Nizza                                                                      | Stati Uniti                                                                | 3 – 0                                                                      | Zambia                                                                     | Olimpiadi 2024                                                             | -                                                                          |                                                                            |
| 28-7-2024                                                                  | Marsiglia                                                                  | Stati Uniti                                                                | 4 – 1                                                                      | Germania                                                                   | Olimpiadi 2024                                                             | -                                                                          | 90+2’                                                                      |
| 31-7-2024                                                                  | Marsiglia                                                                  | Australia                                                                  | 1 – 2                                                                      | Stati Uniti                                                                | Olimpiadi 2024                                                             | -                                                                          | 65’                                                                        |
| 3-8-2024                                                                   | Parigi                                                                     | Stati Uniti                                                                | 1 – 0 dts                                                                  | Giappone                                                                   | Olimpiadi 2024                                                             | -                                                                          | 120+1’                                                                     |
| 6-8-2024                                                                   | Décines-Charpieu                                                           | Stati Uniti                                                                | 1 – 0 dts                                                                  | Germania                                                                   | Olimpiadi 2024                                                             | -                                                                          |                                                                            |
| 10-8-2024                                                                  | Parigi                                                                     | Brasile                                                                    | 0 – 1                                                                      | Stati Uniti                                                                | Olimpiadi 2024                                                             | -                                                                          |                                                                            |
| 25-10-2024                                                                 | Austin                                                                     | Stati Uniti                                                                | 3 – 1                                                                      | Islanda                                                                    | Amichevole                                                                 | -                                                                          | 66’                                                                        |
| 27-10-2024                                                                 | Nashville                                                                  | Stati Uniti                                                                | 3 – 1                                                                      | Islanda                                                                    | Amichevole                                                                 | -                                                                          | 46’                                                                        |
| 31-10-2024                                                                 | Louisville                                                                 | Stati Uniti                                                                | 3 – 0                                                                      | Argentina                                                                  | Amichevole                                                                 | -                                                                          | 61’                                                                        |
| 30-11-2024                                                                 | Londra                                                                     | Inghilterra                                                                | 0 – 0                                                                      | Stati Uniti                                                                | Amichevole                                                                 | -                                                                          |                                                                            |
| 3-12-2024                                                                  | L'Aia                                                                      | Paesi Bassi                                                                | 1 – 2                                                                      | Stati Uniti                                                                | Amichevole                                                                 | -                                                                          |                                                                            |
| 20-2-2025                                                                  | Houston                                                                    | Stati Uniti                                                                | 2 – 0                                                                      | Colombia                                                                   | SheBelieves Cup 2025                                                       | -                                                                          |                                                                            |
| 23-2-2025                                                                  | Glendale                                                                   | Stati Uniti                                                                | 2 – 1                                                                      | Australia                                                                  | SheBelieves Cup 2025                                                       | -                                                                          | 77’                                                                        |
| 26-2-2025                                                                  | San Diego                                                                  | Stati Uniti                                                                | 1 – 2                                                                      | Giappone                                                                   | SheBelieves Cup 2025                                                       | -                                                                          |                                                                            |
| 5-4-2025                                                                   | Inglewood                                                                  | Stati Uniti                                                                | 2 – 0                                                                      | Brasile                                                                    | Amichevole                                                                 | -                                                                          | 88’                                                                        |
| Totale                                                                     |                                                                            | Presenze                                                                   | 66                                                                         |                                                                            | Reti                                                                       | 1                                                                          |                                                                            |

## Palmarès

### Club

#### Competizioni nazionali
- FA Women's League Cup: 1

Arsenal: 2023-2024

#### Competizioni internazionali
- UEFA Women's Champions League: 1

Arsenal: 2024-2025

### Nazionale
- Oro olimpico: 1

Parigi 2024
- CONCACAF Women's Championship: 1

Messico 2022
- SheBelieves Cup: 3

2022, 2023, 2024
- CONCACAF Women's Gold Cup: 1

Stati Uniti 2024